# 麥科馬克 (明尼蘇達州)
麥科馬克（英語：McCormack）是位於美國明尼蘇達州聖路易斯縣的一個未組織地區。

## 地方資料
麥科馬克的面積為95.72平方千米，當中陸地面積為91.75平方千米，而水域面積為3.97平方千米。根據2020年美國人口普查的數據，當地共有人口207人，而人口密度為每平方千米2.16人。